# PAS (satélite)
A série PAS (PanAmSat) é uma família de satélites de comunicações originalmente desenvolvido e operado pela PanAmSat que foi incorporada pela Intelsat. Como um dos primeiros satélites geoestacionários, o PAS-1 foi lançado em 5 de junho de 1988.

## Satélites PAS
| Satélite | Fabricante          | Tipo      | Veículo de lançamento | Data do lançamento     | Estado                            | Nota                                            |
| -------- | ------------------- | --------- | --------------------- | ---------------------- | --------------------------------- | ----------------------------------------------- |
| PAS-1    | General Electric    | GE-3000   | Ariane 44LP           | 15 de junho de 1988    | Retirado em fevereiro de 2001     |                                                 |
| PAS-2    | Hughes              | HS 601    | Ariane 44L            | 8 de julho de 1994     | Ativo até dezembro de 2008        | Atual Intelsat 2                                |
| PAS-3    | Hughes              | HS 601    | Ariane 42P            | 1 de dezembro de 1994  | Lançamento fracassado             | O lançamento fracassou em 1 de dezembro de 1994 |
| PAS-4    | Hughes              | HS 601    | Ariane 42L+           | 3 agosto de 1995       | Ativo                             | Atual Intelsat 4                                |
| PAS-3R   | Hughes              | HS 601    | Ariane 44L            | 12 de janeiro de 1996  | Ativo                             | Atual Intelsat 3R                               |
| PAS-6    | Space Systems/Loral | FS 1300   | Ariane 44P            | 8 agosto de 1997       | Falhou em órbita em abril de 2004 |                                                 |
| PAS-5    | Hughes              | HS 601 HP | Proton-K              | 27 de agosto de 1997   | Ativo                             | Atual Intelsat 5                                |
| PAS-22   | Hughes              | HS 601 HP | Proton-K              | 24 de dezembro de 1997 | Retirado em julho de 2002         | Antigo AsiaSat 3 e HGS-1                        |
| PAS-7    | Space Systems/Loral | FS 1300   | Ariane 44LP           | 15 de setembro de 1998 | Ativo                             | Atual Intelsat 7                                |
| PAS-8    | Space Systems/Loral | FS 1300   | Proton-K              | 4 de novembro de 1998  | Ativo                             | Atual Intelsat 8                                |
| PAS-6B   | Hughes              | HS 601 HP | Ariane 42L            | 21 de dezembro de 1998 | Ativo                             | Atual Intelsat 6B                               |
| PAS-9    | Hughes              | HS 601 HP | Sea Launch Zenit-3SL  | 28 de julho de 2000    | Ativo                             | Atual Intelsat 9                                |
| PAS-12   | Space Systems/Loral | FS-1300   | Ariane 44LP           | 29 de outubro de 2000  | Ativo                             | Atual Intelsat 12                               |
| PAS-1R   | Hughes              | HS 702    | Ariane 5 G            | 16 de novembro de 2000 | Ativo                             | Atual Intelsat 1R                               |
| PAS-10   | Hughes              | HS601 HP  | Proton                | 15 de maio de 2001     | Ativo                             | Atual Intelsat 10                               |